# Tommy Pedroni
Tommy Pedroni (* 28. März 1995 in Nizza, bürgerlich Tom Paco-Pedroni) ist ein deutsch-französischer Reality-TV-Teilnehmer und ehemaliger Profischwimmer.

## Leben
Pedroni wurde als Sohn eines Franzosen und einer Deutschen in Nizza geboren, wo seine Eltern ein Boutiquehotel betreiben. Er hat einen Bruder namens Nico und eine Schwester namens Julie.
Von 2013 bis 2017 war Pedroni als Profischwimmer aktiv und gewann mehrere nationale Titel in Frankreich. 2019 nahm er an der Schwimmweltmeisterschaften in Südkorea teil und erreichte mit der französischen 4x100-Meter-Freistilstaffel das Finale. Er qualifizierte sich zudem für die Olympische Sommerspiele 2020, die jedoch aufgrund der COVID-19-Pandemie verschoben werden mussten, wodurch Pedroni in finanzielle Engpässe kam und beschloss, seine Schwimmkarriere zu beenden.
Nach dem Ende seiner Schwimmkarriere studierte Pedroni Hotelmanagement an der University of Nevada, Las Vegas und erwarb 2017 seinen Bachelor-Abschluss. Anschließend arbeitete er unter anderem im Four Seasons Hotel in Chicago und als Room Division Manager im Hotel seiner Eltern in Nizza.
2020 war Pedroni erstmals im Reality-TV zu sehen und zwar in der französischen Show Les princes et les princesses de l'amour (deutsch: Die Prinzen und Prinzessinnen der Liebe), ehe er 2021 auch im deutschsprachigen Raum zu sehen war und erstmals bei Ex on the Beach teilnahm, wo er seine spätere Partnerin Sandra Sicora kennenlernte. Zuvor traf er jedoch bei Are You The One – Reality Stars in Love erneut auf Vanessa Mariposa, mit der er zuvor ebenfalls bei Ex on the Beach flirtete. Kurze Zeit darauf gaben Pedroni und Sicora ihre Beziehung bekannt.
Gemeinsam mit Sicora nahm Pedroni schließlich bei Temptation Island VIP teil. Pedroni beendete die Beziehung, als er sah, wie Sicora einem der „Verführer“ körperlich nahekam.
Bei den Dreharbeiten zur dritten Staffel von Germany Shore lernte Pedroni die deutsch-kroatische Reality-TV-Darstellerin Paulina Ljubas kennen. Die beiden machten ihre Beziehung im November 2023 öffentlich. Trotz seiner neuen Beziehung nahm Pedroni gemeinsam mit seiner Ex-Partnerin Sicora bei Prominent getrennt – Die Villa der Verflossenen teil, wo er gemeinsam mit ihr den 2. Platz erreichte.
Pedroni lebt gemeinsam mit Ljubas in Nizza.

## Fernsehformate
- 2020: Les Princes et les Princesses de l’Amour
- 2021: Ex on the Beach (RTL+)
- 2021: Are You The One – Reality Stars in Love (RTL+)
- 2022: CoupleChallenge – Das stärkste Team gewinnt (RTL+)
- 2022: Temptation Island VIP (RTL+)
- 2024: Reality Backpackers (Joyn)
- 2023, 2024: Germany Shore (Paramount+)
- 2024: Prominent getrennt – Die Villa der Verflossenen (RTL+)
- 2024: The 50 (Prime Video)
- 2024: Fame Fighting (BILD)
- 2025: CoupleChallenge – Das stärkste Team gewinnt (RTL ll) (Gewinner)
- 2025: Das Sommerhaus der Stars – Kampf der Promipaare (RTL)